# Eupithecia pseudolariciata
Eupithecia pseudolariciata är en fjärilsart som beskrevs av Otto Staudinger 1871. Eupithecia pseudolariciata ingår i släktet Eupithecia och familjen mätare. Inga underarter finns listade i Catalogue of Life.